# Турец (Кореличский район)

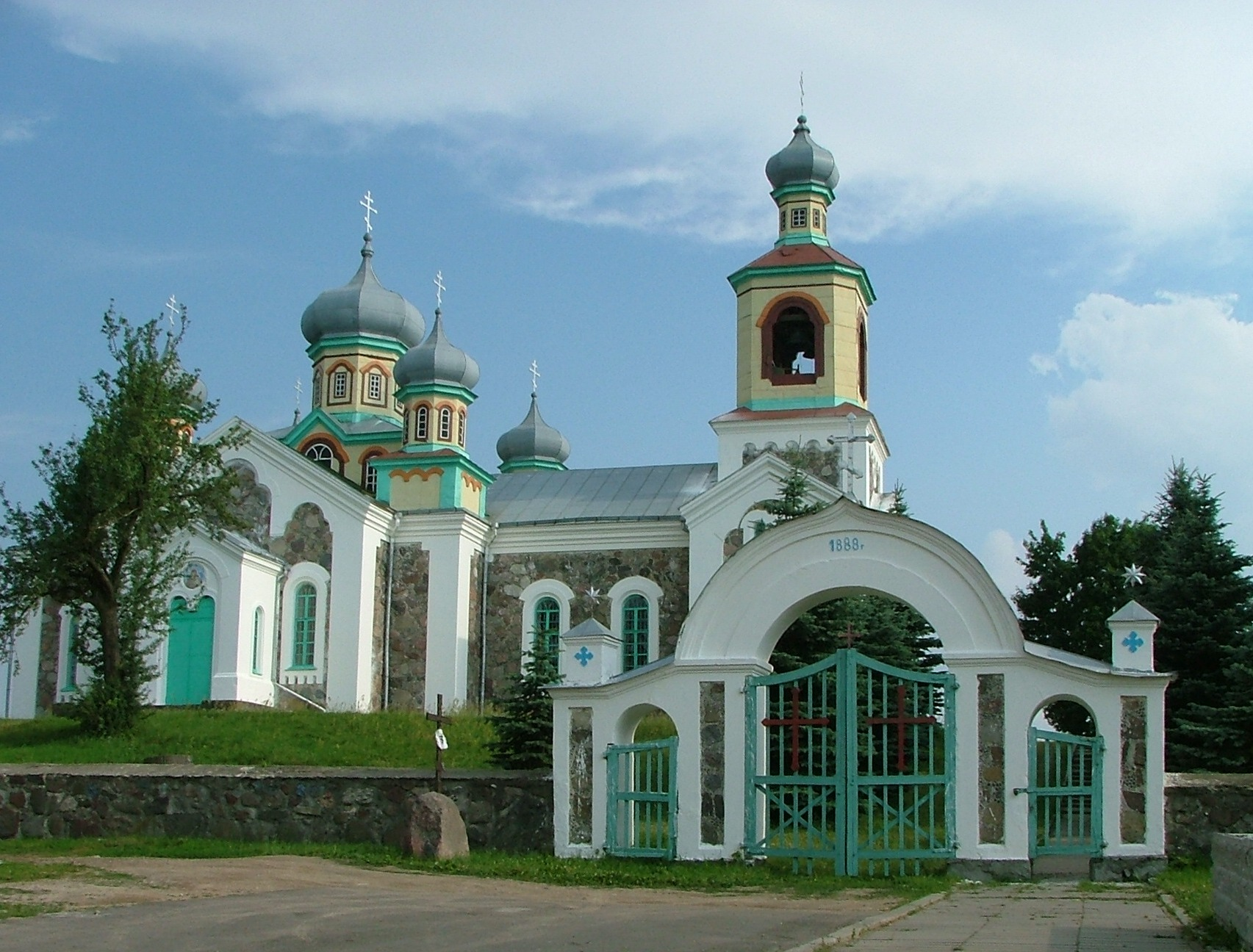
Храм Покрова Пресвятой Богородицы

Турец (бел. Турэц) — агрогородок в Кореличском районе Гродненской области Белоруссии, центр Турецкого сельсовета. Население 626 человек (2009).

## География
Посёлок находится на шоссе Р11 примерно посредине между Кореличами и Миром (до обоих населённых пунктов около 13 км). Ещё одна местная дорога идёт из Турца в агрогородок Еремичи.

## История
Первое письменное упоминание о Турце содержится в Галицко-Волынской летописи (1276 год). В XIV веке имение находилось во владении князя Владимира Ольгердовича, его сын Олелько Владимирович передал Турец с окрестными землями Лавришевскому монастырю.
В XVI веке Турец получил статус местечка, входил в состав Новогрудского повета и находился в собственности рода Ходкевичей. В XVI веке в местечке образовалась большая еврейская община. С XVII века в Турце функционируют римско-католический храм и греко-католическая церковь. Помимо этого, действовала православная деревянная Юрьевская церковь.
В результате третьего раздела Речи Посполитой (1795) Турец оказался в составе Российской империи, в Новогрудском уезде. В 1880 году здесь был 171 двор, 2 православные церкви, синагога, еврейская молитвенная школа, 3 мельницы, 2 трактира, 5 магазинов. В 1888 году построено каменное здание православного храма Покрова Пресвятой Богородицы, в 1890 году открыто народное училище. В 1897 году по данным переписи населения в Турце было 230 дворов, церковь, часовня, 2 еврейских молитвенных дома, народное училище, почта, 18 магазинов, 2 ветряные мельницы, 7 постоялых домов; регулярно проводились ярмарки.
В 1908—1911 годах здесь жил и работал писатель Янка Мавр, здесь родился его сын, академик Ф. И. Фёдоров. В 1910 году здесь родился певец П. В. Конюх.
Согласно Рижскому мирному договору (1921) Турец оказался в составе межвоенной Польской Республики, в Новогрудском, а позднее Столбцовском повете . Состоянием на сентябрь 1921 здесь было 218 дворов, 1290 жителей.

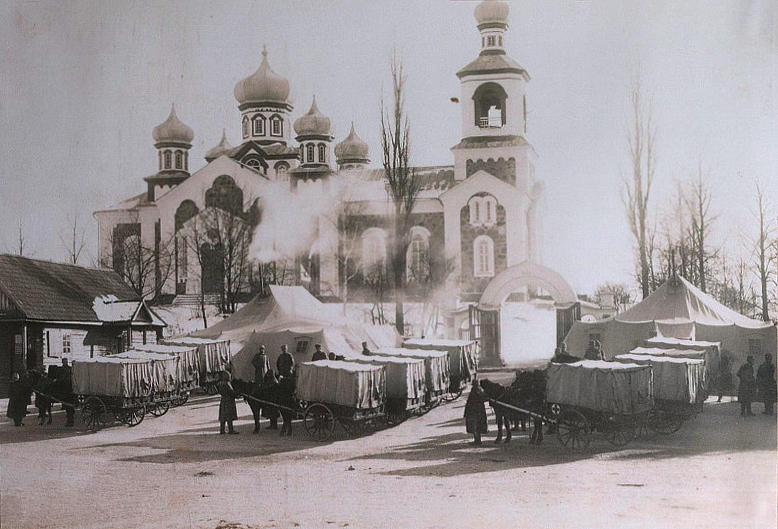
Турец на фото 1916 года

С 1939 года в составе БССР. Турец стал центром сельсовета Кореличского района. Во Вторую мировую войну евреев посёлка согнали в гетто и убили — около 500 человек.

## Инфраструктура
В Турце действуют средняя школа, дошкольное учреждение, больница, дом культуры, библиотека.

## Достопримечательности
- Православный храм Покрова Пресвятой Богородицы, 1888 год
- Мельница, первая половина XIX века
- Старое кладбище (Турец)
- Братская могила солдат 1-й мировой войны
- Еврейское кладбище
- Захоронение Выдрицких, 1850 год

## Известные уроженцы
- Конюх, Пётр Васильевич — известный белорусский оперный певец, бас, солист хора донских казаков Сергея Жарова.
- Фёдоров, Фёдор Иванович — советский и белорусский физик-теоретик, академик Национальной академии наук Беларуси (1966; член-корреспондент с 1956 года), доктор физико-математических наук (1955), профессор (1957).
- Конюх Владимир Сергеевич - белорусский математик, доктор физико-математических наук (1991).
- Мощенский Владимир Андреевич - математик, кандидат физико-математических наук (1981), доцент (1986).
- Збойчик, Николай Александрович -  математик, кандидат физико-математических наук (1971).
- Кеда Александр Александрович - Заслуженный артист Республики Беларусь, бас, солист оперы.
- Славинский  Александр Александрович - протоиерей, настоятель церкви Косьмы и Дамиана в Болшеве c 1978 г., почётный гражданин г. Королёва.
- Рогуля, Борис Дмитриевич — белорусский коллаборационист, агент Абвера и ЦРУ, канадский врач-онколог.